# Parque nacional Dooragan
Dooragan es un parque nacional en Nueva Gales del Sur (Australia), ubicado a 288 km al noreste de Sídney.

## Datos
- Área: 11 km²
- Coordenadas: 31°39′52″S 152°46′26″E / -31.66444, 152.77389
- Fecha de Creación: 1 de enero de 1997
- Administración: Servicio Para la Vida Salvaje y los Parques Nacionales de Nueva Gales del Sur
- Categoría IUCN: II

Véase también: Zonas protegidas de Nueva Gales del Sur